# Накрывающий граф
Граф C является накрывающим графом другого графа G, если имеется накрывающее отображение из множества вершин C в множество вершин G. Накрывающее отображение f является сюръекцией и локальным изоморфизмом — окрестность вершины v в C отображается биективно в окрестность f(v) в G.
Часто используется термин поднятие в качестве синонима для накрытия графа связанного графа.
В теории графов накрывающий граф может также относиться к подграфу, который содержит либо все рёбра (рёберное покрытие), либо все вершины (вершинное покрытие).
Комбинаторная формулировка накрывающих графов немедленно обобщается на случай мультиграфов. Если мы отождествим мультиграф с 1-мерным клеточным  комплексом, накрывающий граф не что иное как специальный пример накрытий топологических пространств, так что допустима терминология теории накрытий, а именно, группа преобразования накрытия, универсальное накрытие, абелево накрытие и максимальное абелево накрытие.

## Определение
Пусть {\displaystyle G=(V_{1},E_{1})} и  {\displaystyle C=(V_{2},E_{2})} будут два графа и пусть функция {\displaystyle f\colon V_{2}\to V_{1}} сюръективна. Тогда f является накрывающим отображением из C в G, если для каждого {\displaystyle v\in V_{2}} сужение f на окрестность вершины v является биекцией в окрестность вершины f(v) в G. Иначе говоря, f отображает рёбра, инцидентные v один-в-один в рёбра в инцидентные f(v).
Если существует накрывающее отображение из C в G, то C является накрывающим графом или подъёмом графа G, а G — факторграфом C.  h-Подъём — это подъём, такой, что накрывающее отображение f имеет свойство, что для любой вершины v графа G, его расслоение {\displaystyle f^{-1}(v)} имеет ровно h элементов.

## Примеры
На следующем рисунке граф C является накрывающим графом графа H.
Накрывающее отображение f из C в H отражено цветами. Например, обе синие вершины C отображаются в синие вершины графа H. Отображение f сюръективно — каждая вершина графа H имеет прообраз в C. Более того, f отображает биективно каждого соседа вершины v из графа C в соседа вершины вершины f(v) из графа H.
Например, пусть v будет одной из пурпурных вершин из C. Она имеет два соседа в C, зелёную вершину u и голубую вершину t. Аналогично, пусть v′ будет  пурпурной вершиной из H. Она имеет два соседа в H, зелёную вершину u′ и синюю вершину t′. Отображение f, суженное на {t, u, v}, является биекцией в {t′, u′, v′}. Это иллюстрирует следующий рисунок:
Аналогично, мы можем проверить, что окрестность синей вершины в C отображается один-в-один в окрестность синей вершины в H:

## Двойное покрытие
В примере выше каждая вершина графа H имеет ровно 2 прообраза в C. Здесь H является 2-кратным накрытием или двойным накрытием графа C.
Для любого графа G можно построить двойное покрытие двудольным графом графа G, которое является и двудольным графом и двойным накрытием графа G одновременно. Двойное покрытие двудольным графом графа G является тензорным произведением {\displaystyle G\times K_{2}}:
Если граф G уже двудолен, его двойное покрытие двудольным графом состоит из двух непересекающихся копий графа G. Граф может иметь много различных двойных покрытий, отличных от двойного покрытия двудольным графом.

## Универсальное накрытие
Для любого связного графа G можно построить его граф универсального накрытия. Это частный случай более общей концепции универсального накрытия из топологии. Топологическое требование, чтобы универсальное накрытие было односвязным, преобразуется в терминах теории графов в требовании, чтобы граф был связен и не имел циклов, то есть был деревом.
Граф универсального накрытия единственен (с точностью до изоморфизма). Если граф G является деревом, то G сам по себе является графом универсального накрытия графа G. Для любого другого конечного связного графа G граф универсального накрытия графа G является счётно бесконечным (но локально конечным) деревом.
Граф универсального накрытия T связного графа G можно построить следующим образом. Выбираем произвольную вершину r графа G в качестве начальной точки. Каждая вершина накрытия T является проходом без возврата, который начинается в r, то есть последовательность {\displaystyle w=(r,v_{1},v_{2},\dots ,v_{n})} вершин графа G, такая, что
- vi и vi+1 смежны в G для всех i, то есть w является проходом
- {\displaystyle v_{i-1}\neq v_{i+1}} для всех i, то есть без возврата.

Тогда две вершины T смежны, если одна является простым расширением другой — вершина {\displaystyle (r,v_{1},v_{2},\dots ,v_{n})} смежна вершине {\displaystyle (r,v_{1},v_{2},\dots ,v_{n-1})}. С точностью до изоморфизма то же самое дерево T получается независимо от выбора начальной точки r.
Накрывающее отображение f отображает вершину (r) из T в вершину r в G, а вершину {\displaystyle (r,v_{1},v_{2},\dots ,v_{n})} из T в вершину vn в G.

### Примеры универсальных накрытий
Следующий рисунок иллюстрирует граф универсального накрытия T графа H. Цвета показывают накрывающее отображение.
Для любого k все k-регулярные графы имеют одно и то же универсальное накрытие — бесконечное k-регулярное дерево.

## Топологический кристалл
Бесконечнократный абелев накрывающий граф конечного (мульти)графа называется топологическим кристаллом, абстракцией кристаллической структуры, и является периодическим графом. Например, кристалл алмаза как граф представляет собой максимальный абелев накрывающий граф диполя с четырьмя рёбрами. Эта точка зрения, комбинированная с идеей «стандартных реализаций», оказывается полезной в систематическом построении (гипотетических) кристаллов.

## Планарное накрытие
Планарное накрытие графа — это конечное накрытие графа планарным графом. Свойство иметь планарное накрытие может быть описано запрещёнными минорами, однако точное описание такого вида остаётся неизвестным. Любой граф с вложением в проективную плоскость имеет планарное накрытие, получаемое из ориентируемого двойного накрытия проективной плоскости. В 1988 году Сэйю Нагами высказал предположение, что только эти графы и имеют планарные накрытия, но гипотеза остаётся недоказанной.

## Графы напряжений
Общий способ получения накрывающих графов использует графы напряжений, в которых «дротики» данного графа G (то есть пары ориентированных рёбер, соответствующих неориентированным рёбрам G) помечены парами противоположных элементов (то есть элементом и ему обратного) из некоторой группы. Полученный из графа напряжений граф (производный граф) имеет в качестве вершин пары (v,x), где v — вершина графа G, а x является элементом группы. Дротик из v в w помечается элементом группы y из G соответствует ребру из (v,x) в (w,xy) в производном графе.
Универсальное накрытие можно рассматривать при таком подходе как производный граф графа напряжений, в котором рёбра остовного дерева графа помечены единичным элементом группы, а каждая оставшаяся пара дротиков помечена различными элементами свободной группы. Двудольное двойное накрытие можно рассматривать тогда как производный граф графа напряжений, в котором каждый дротик помечен ненулевым элементом группы порядка два.